# Fannyella spinosa
Fannyella spinosa är en korallart som först beskrevs av Thomson och Rennet 1931.  Fannyella spinosa ingår i släktet Fannyella och familjen Primnoidae.
Artens utbredningsområde är Södra Ishavet. Inga underarter finns listade i Catalogue of Life.